# Cueva del Lloviu
La Cueva del Lloviu o Cueva de Peón es un espacio protegido de una superficie de 68 ha. cerca del pueblo de Peón, en el concejo de Villaviciosa en Asturias. La cueva propiamente dicha está entre puente Arroes y la localidad de Peón, junto al río España. Probablemente esta cueva se la de mayor dimensión dentro del jurásico asturiano, siendo su única entrada conocida por el río España mediante un acuífero a orillas del río. Se trata de una cueva con abundantes derrumbes lo que la hace bastante peligrosa para su investigación. En la vida animal cabe destacar la presencia de murciélago de cueva y mediterráneo de herradura y mucho más esporádicamente la del murciélago ratonero grande, murciélago pequeño de herradura.

## Enlaces
- Situación geográfica de la cueva Archivado el 20 de diciembre de 2009 en Wayback Machine..
- Página del sistema de ingormación ambiental del Principado de Asturias Archivado el 8 de diciembre de 2007 en Wayback Machine..

- Datos: Q5794263